# Меон (міфологія)
Меон (дав.-гр. Μαίονος) — давньогрецьке ім'я, яке згідно з давньогрецькою міфологією мали декілька персонажів:
- Меон — з Фів, син Хемона, один з п'ятдесяти фиванцев, які були надіслані Етеоклом в засідку, щоб убити Тідея, який повертався з Фів у табір сімох вождів, що пішли проти міста. Тідей перебив усіх нападників і лише Меона, виконуючи волю богів, відпустив, щоб той міг повідомити фиванцам про те, що трапилося. На знак подяки за те, що Тідей врятував його життя, Меон пізніше поховав Тідея, який загинув у битві «Сімох проти Фів».
- Меон — цар Лідії та Фригії. Він та його дружина Діндіме — можливі батьки Кібели, дівчини, виплеканої в горах звірами, що отримала ім'я від гори Кібели. Вона була коханою Аттіса. Коли Меон вбив Аттіса, вона втекла з країні, дійшла до Ніси, там її покохав Аполлон і переслідував до Гіпербореї.
- Меон — син Хемона та Антігони, фігурує у тій версії міфу, згідно з якою Гемон не виконав наказ Креонта вбити Антігону та сховав її в селі, де вона народила сина. Коли хлопчик виріс, то приїхав до Фів для участі в ритуальних іграх і був ідентифікований Креонтом, адже всі нащадки Спарти мали спеціальний знак на своїх тілах. Незважаючи на заперечення Геракла, Креонт убив юнака. Тоді Гемон вбив Антігону (або вона сама повісилася) і проткнув себе мечем.
- Меон — з Трої, батько Агелая, якого під час Троянської війни вбив Аякс Теламонід.
- Меон — союзник Турна, брат Нумітора та Альканора. Його вбив Еней.